# Axel (kroppsdel)
För andra betydelser av "axel" se Axel.

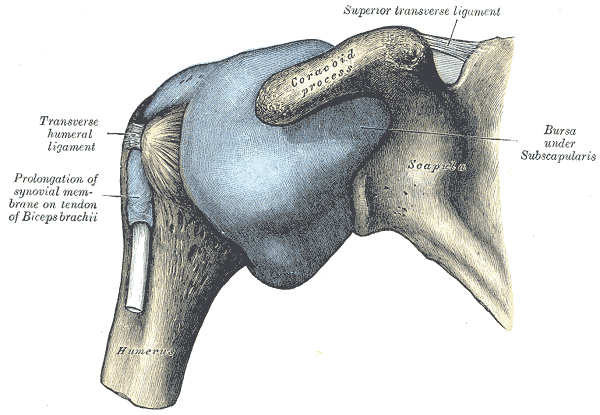
Axelleden med bursor sedd framifrån. (Gray's Anatomy)

Axel, skuldra, i människans kropp armens infästning/upphängning i bålens övre del. Axeln omfattar skuldergördeln (cingulum extremitatis superioris), överarmens proximala del och fossa axillaris.
Axeln är uppbyggd kring axelleden (humeroscapularleden, articulatio humeri) där överarmsbenets (humerus) huvud (caput humeri) ledar mot skuldergördeln i skulderbladets (scapula) ledpanna (fossa glenoidalis). Nyckelbenet (clavicula) ledar lateralt mot ett av skulderbladets distala benutskott, akromion (acromion), i akromioklavikularleden och medialt mot bröstbenet (sternum) i sternoklavikularleden, den enda led som den övre extremiteten och därmed även axeln har med axialskelettet.
Axelns flexibilitet beror till stora delar på att skulderbladet inte är ledat till bröstkorgen utan kan glida lateralt och vertikalt. Genom att rotera vid flexion och abduktion av överarmen medger skulderbladet en abduktion av överarmen på nästan 180°.
Rotatorkuffen är en grupp på fyra skelettmuskler (m. supraspinatus, m. infraspinatus, m. teres minor och m. subscapularis) som har sina ursprung på skulderbladet och fästen kring överarmsbenets huvud. Deras stabiliserande inverkan på axelleden gör att de kallas axelns aktiva ligament.
Axelleden omges av flera bursor (slemsäckar) som motverkar friktion i leden: B. subacromialis, b. subdeltoidea, b. subcoracoidea och b. m. subscapularis.
Axelkonturen består främst av m. trapezius laterala kant och m. deltoideus. Skulderhöjden kallas ibland ett distalt utskott på skulderbladet, akromion (acromion), som visuellt markerar överarmens början.